# NGC 2179
NGC 2179 é uma galáxia espiral barrada (SB0-a) localizada na direcção da constelação de Lepus. Possui uma declinação de -21° 44' 46" e uma ascensão recta de 6 horas, 08 minutos e 02,1 segundos.
A galáxia NGC 2179 foi descoberta em 21 de Novembro de 1835 por John Herschel.